# Asiel Dalijewa
Asiel Jegizbajewna Dalijewa (ur. 3 października 1989) – mistrzyni Kazachstanu w grze togyz kumałak, mistrzyni świata.

## Życiorys
Zaczęła grać w kazachską narodową grę togyz kumałak gdy miała 9 lat. W 2013 roku została zaproszona do zapalenia ognia podczas Igrzysk Azjatyckich. Studiowała w Państwowym Uniersytecie im. Korkyt Ata na kierunku wychowanie fizyczne i sport, ukończyła również Akademię Transportu i Komunikacji.
Od 2015 roku jest także trenerką oraz kieruje Światową Federacją Togyz Kumałak. Mówi po rosyjsku, angielsku i turecku. Przygotowała kilku zawodników, którzy biorą udział w międzynarodowych zawodach. Podczas IV Mistrzostw Świata w Astanie w 2017 roku, jej uczennica Lina Karimova została mistrzem świata.
Z okazji 20 rocznicy niepodległości Kazachstanu i za wkład w rozwój kultury fizycznej, sportu i turystyki została odznaczona medalem przez Radę Międzyparlamentarną Wspólnoty Niepodległych Państw. Po wyjściu za mąż mieszka w Szymkent.

## 100 twarzy Kazachstanu
Projekt 100 nowych twarzy Kazachstanu ma na celu wybranie osób, które wniosły znaczący wkład w rozwój Kazachstanu przez okres niepodległości. Kandydata może zgłosić organizacja, stowarzyszenie, ale możliwe jest również samodzielne zgłoszenie się. Ze zgłoszeń komisja wybiera 200 osób na które głosowanie odbywa się online. W 2017 roku Dalijewa znalazła się w gronie zwycięzców zajmując 25. miejsce.

## Sukcesy sportowe
Wielokrotnie zdobyła mistrzostwo świata, w tym w IV Mistrzostwach Świata, które odbyły się w Astanie w 2017 roku, a następnie w 2019 roku w Turcji.  